# Pizol
Pizol är ett berg i Sankt Gallens kanton i Schweiz. Det ingår i Glarusalperna, och är beläget på en höjd av 2 844 meter över havet

### Fotnoter
1. ↑  ”Pizol” (på engelska). Mountain Forecast. http://www.mountain-forecast.com/peaks/Pizol. Läst 12 februari 2014.